# Niederösch
Niederösch är en ort och tidigare kommun i kantonen Bern i Schweiz.
Sedan den 1 januari 2016 ligger orten i kommunen Ersigen.